# Грабчак Святослав Валентинович
Святослав Валентинович Грабчак (нар. 4 березня 1996) — український футболіст, захисник одного з аматорських футбольних клубів Данії.

## Життєпис
Футболом розпочав займатися у СДЮШОР-СООШІ-1 міста Стаханов Луганської області, а останні роки на юнацькому рівні провів у ДЮСШ луганської «Зорі». З 2013 року почав виступати у дорослих змаганнях — грав на аматорському рівні за «Авангард» (Довбиш) та другий склад клубу «Оболонь-Бровар». Також виступав у першості дублерів вищої ліги за молодіжні склади «Говерли» (13 матчів) та «Ворскли» (14 матчів, 1 гол).
Весною 2017 року дебютував у професіональних змаганнях у другій лізі України у складі клубу «Арсенал-Київщина», де протягом року зіграв 22 матчі. Потім виступав за «Чайку» (Петропавлівська Борщагівка) — навесні 2018 року в аматорських змаганнях, а восени — у другій лізі.
На початку 2019 року перейшов до клубу першої ліги Вірменії «Єреван», за підсумками сезону 2018/19 років став срібним призером турніру. 2 серпня 2019 року дебютував у вищій лізі Вірменії у матчі проти «Арарату». 18 серпня 2019 року у матчі проти «Ширака» відзначився своїм першим голом у вищій лізі, цей м'яч також став першим в історії його клубу після виходу до вищого дивізіону. Загалом восени 2019 року зіграв 14 матчів та выдзначився одним голом у чемпіонаті Вірменії, а його команда програла всі свої матчі та під час зимової перерви була розформована.
На початку 2020 року футболіст приєднався до команди другої ліги України «Діназ» (Вишгород).